# 夕張市立幌南中学校
夕張市立幌南中学校（ゆうばりしりつこうなんちゅうがっこう）は、かつて北海道夕張市に存在した公立中学校である。

## 沿革
- 1947年（昭和22年）5月1日　清水沢中学校南部分校として創立[1]。
- 1952年（昭和27年）4月1日　南部中学校として独立。
- 1956年（昭和31年）4月1日　幌南中学校と改名。
- 2008年（平成20年）3月31日に閉校し[2]、夕張市立清水沢中学校（現夕張市立夕張中学校[3]）に統合。
- 2012年（平成24年） 校舎跡地に一般社団法人「ぱれっとふぁーむ」が入居[4]。

## 主な進学先
- 北海道夕張高等学校